# Niels Reynvoet
Niels Reynvoet (né le 30 novembre 1991 à Gand) est un coureur cycliste belge, membre de l'équipe Tops Antiek-Atom 6.

## Palmarès
- 2006[1]
  - Gouden Fiets Eddy Merckx
- 2007
  -  Champion de Belgique sur route cadets
- 2008
  - 3e du championnat de Belgique du contre-la-montre juniors
- 2009
  - 2e du championnat de Belgique du contre-la-montre juniors
  - 2e du Circuit Mandel-Lys-Escaut juniors
  - 3e de Gand-Menin
- 2011
  - Wambeek-Ternat
- 2013
  - Ploegentijdrit België (contre-la-montre par équipes)

## Classements mondiaux
| Année           | 2012 | 2013   | 2014 |
| --------------- | ---- | ------ | ---- |
| UCI Europe Tour | 468e | 1 086e | 451e |